# Siwa (Rosja)
Siwa (ros. Сива) – wieś (sieło) w Rosji, w Kraju Permskim, ośrodek administracyjny rejonu siwińskiego. W 2010 liczyła 4659 mieszkańców.